# 서울 동대문구의 국회의원

## 행정구역 변천
- 1945년 8월 15일 경기도 경성부 동대문구
- 1946년 8월 15일 경기도 서울시 동대문구
- 1946년 9월 28일 서울특별시 동대문구
- 1949년 8월 13일 동대문구 돈암동·안암동·종암동·성북동이 성북구에 편입
- 1963년 1월 1일 경기도 양주군 구리면 상봉리·중하리·묵동리·신내리·망우리와 성동구 면목동이 동대문구에 편입
- 1975년 10월 1일 동대문구 창신동·숭인동·신설동 일부가 종로구에, 보문동이 성북구에 편입, 장안동 신설
- 1988년 1월 1일 동대문구 면목동·상봉동·중화동·묵동·망우동·신내동을 관할로 중랑구 분구

## 서울 동대문구의 역대 국회의원 일람
| 대수         | 이름           | 소속정당           | 임기                               | 선거구역 | 개표결과 |
| ------------ | -------------- | ------------------ | ---------------------------------- | --- | -------- |
| 제헌         | 이승만(李承晩) | 대한독립촉성국민회 | 1948년 5월 31일 - 1948년 7월 20일  | 동대문구 갑: 돈암동, 성북동, 창신동, 숭인동                                                                                                | 보기     |
| 제헌         | 홍성하(洪性夏) | 한국민주당         | 1949년 10월 31일 - 1950년 5월 30일 | 동대문구 갑: 돈암동, 성북동, 창신동, 숭인동                                                                                                | 보기     |
| 제헌         | 이영준(李榮俊) | 한국민주당         | 1948년 5월 31일 - 1950년 5월 30일  | 동대문구 을: 신설동, 안암동, 용두동, 제기동, 종암동, 전농동, 답십리동, 청량리동, 회기동, 휘경동, 이문동                                    | 보기     |
| 제2대        | 장연송(張連松) | 무소속             | 1950년 5월 31일 - 1954년 5월 30일  | 동대문구 일원(제5선거구) |          |
| 제3대        | 민관식(閔寬植) | 무소속             | 1954년 5월 31일 - 1958년 5월 30일  | 동대문구 일원(제5선거구) |          |
| 제4대        | 민관식(閔寬植) | 무소속             | 1958년 5월 31일 - 1960년 7월 28일  | 동대문구 갑: 창신1동 창신2동 창신3동 창신4동 숭인동 신설동 보문1동 보문2동 용두1동 용두2동                                                 |          |
| 제4대        | 이영준(李榮俊) | 민주당             | 1958년 5월 31일 - 1960년 7월 28일  | 동대문구 을: 제기1동 제기2동 제기3동 청량리1동 청량리2동 전농1동 전농2동 답십리동 회기동 휘경동 이문동                                     |          |
| 제5대 민의원 | 민관식(閔寬植) | 민주당             | 1960년 7월 29일 - 1961년 5월 16일  | 동대문구 갑: 창신1동·창신2동·창신3동·창신4동·숭인동·신설동·보문1동·보문2동·용두1동·용두2동                                                 |          |
| 제5대 민의원 | 이영준(李榮俊) | 민주당             | 1960년 7월 29일 - 1961년 5월 16일  | 동대문구 을: 제기1동·제기2동·제기3동·청량리1동·청량리2동·전농1동·전농2동·전농3동·답십리1동·답십리2동·회기동·휘경동·이문동                  |          |
| 제6대        | 민관식(閔寬植) | 민주공화당         | 1963년 12월 17일 - 1967년 6월 30일 | 동대문구 갑: 창신동 숭인동 신설동 보문동1가 보문동2가 보문동3가 보문동4가 보문동5가 보문동6가 보문동7가 용두동 제기동                      |          |
| 제6대        | 이영준(李榮俊) | 민정당             | 1963년 12월 17일 - 1967년 6월 30일 | 동대문구 을: 청량리동 전농동 답십리동 회기동 휘경동 이문동 면목동 상봉동 중화동 묵동 망우동 신내동                                         |          |
| 제7대        | 송원영(宋元英) | 신민당             | 1967년 7월 1일 - 1971년 6월 30일   | 동대문구 갑: 창신동 숭인동 신설동 보문동1가 보문동2가 보문동3가 보문동4가 보문동5가 보문동6가 보문동7가 용두동 제기동                      |          |
| 제7대        | 장준하(張俊河) | 신민당             | 1967년 7월 1일 - 1971년 6월 30일   | 동대문구 을: 청량리동 전농동 답십리동 회기동 휘경동 이문동 면목동 상봉동 중화동 묵동 망우동 신내동                                         |          |
| 제8대        | 송원영(宋元英) | 신민당             | 1971년 7월 1일 - 1972년 10월 17일  | 동대문구 갑: 창신동 숭인동 신설동 보문동1가 보문동2가 보문동3가 보문동4가 보문동5가 보문동6가 보문동7가 용두동 제기동                      |          |
| 제8대        | 유옥우(劉沃祐) | 신민당             | 1971년 7월 1일 - 1972년 10월 17일  | 동대문구 을: 청량리동 전농동 답십리동 회기동 휘경동 이문동 면목동 상봉동 중화동 묵동 망우동 신내동                                         |          |
| 제9대        | 강상욱(姜想郁) | 민주공화당         | 1973년 3월 12일 - 1979년 3월 11일  | 동대문구 일원(제2선거구) |          |
| 제9대        | 송원영(宋元英) | 신민당             | 1973년 3월 12일 - 1979년 3월 11일  | 동대문구 일원(제2선거구) |          |
| 제10대       | 송원영(宋元英) | 신민당             | 1979년 3월 12일 - 1980년 8월 27일  | 동대문구 일원(제2선거구) |          |
| 제10대       | 이인근(李仁根) | 민주공화당         | 1979년 3월 12일 - 1980년 10월 27일 | 동대문구 일원(제2선거구) |          |
| 제11대       | 권영우(權寧禹) | 민주정의당         | 1981년 4월 11일 - 1985년 4월 10일  | 동대문구 일원(제4선거구) |          |
| 제11대       | 심헌섭(沈憲燮) | 민주한국당         | 1981년 4월 11일 - 1985년 4월 10일  | 동대문구 일원(제4선거구) |          |
| 제12대       | 송원영(宋元英) | 신한민주당         | 1985년 4월 11일 - 1988년 5월 29일  | 동대문구 일원(제4선거구) |          |
| 제12대       | 권영우(權寧禹) | 민주정의당         | 1985년 4월 11일 - 1988년 5월 29일  | 동대문구 일원(제4선거구) |          |
| 제13대       | 최훈(崔薰)     | 평화민주당         | 1988년 5월 30일 ~ 1992년 5월 29일  | 동대문구 갑: 신설동, 용두1동, 용두2동, 제기1동, 제기2동, 청량리1동, 청량리2동, 회기동, 휘경1동, 휘경2동, 이문1동, 이문2동, 이문3동         |          |
| 제13대       | 김영구(金榮龜) | 민주정의당         | 1988년 5월 30일 ~ 1992년 5월 29일  | 동대문구 을: 전농1동, 전농2동 전농3동, 전농4동, 답십리1동, 답십리2동, 답십리3동, 답십리4동, 답십리5동, 장안1동, 장안2동, 장안3동, 장안4동  |          |
| 제14대       | 노승우(盧承禹) | 민주자유당         | 1992년 5월 30일 ~ 1996년 5월 29일  | 동대문구 갑: 신설동, 용두1동, 용두2동, 제기1동, 제기2동, 청량리1동, 청량리2동, 회기동, 휘경1동, 휘경2동, 이문1동, 이문2동, 이문3동         |          |
| 제14대       | 김영구(金榮龜) | 민주자유당         | 1992년 5월 30일 ~ 1996년 5월 29일  | 동대문구 을: 전농1동, 전농2동 전농3동, 전농4동, 답십리1동, 답십리2동, 답십리3동, 답십리4동, 답십리5동, 장안1동, 장안2동, 장안3동, 장안4동  |          |
| 제15대       | 노승우(盧承禹) | 신한국당           | 1996년 5월 30일 ~ 2000년 5월 29일  | 동대문구 갑: 신설동, 용두1동, 용두2동, 제기1동, 제기2동, 청량리1동, 청량리2동, 회기동, 휘경1동, 휘경2동, 이문1동, 이문2동, 이문3동         |          |
| 제15대       | 김영구(金榮龜) | 신한국당           | 1996년 5월 30일 ~ 2000년 5월 29일  | 동대문구 을: 전농1동, 전농2동 전농3동, 전농4동, 답십리1동, 답십리2동, 답십리3동, 답십리4동, 답십리5동, 장안1동, 장안2동, 장안3동, 장안4동  |          |
| 제16대       | 김희선(金希宣) | 새천년민주당       | 2000년 5월 30일 ~ 2004년 5월 29일  | 동대문구 갑: 신설동, 용두1동, 용두2동, 제기1동, 제기2동, 청량리1동, 청량리2동, 회기동, 휘경1동, 휘경2동, 이문1동, 이문2동, 이문3동         |          |
| 제16대       | 김영구(金榮龜) | 한나라당           | 선거 무효                          | 동대문구 을: 전농1동, 전농2동, 전농3동, 전농4동, 답십리1동, 답십리2동, 답십리3동, 답십리4동, 답십리5동, 장안1동, 장안2동, 장안3동, 장안4동 |          |
| 제16대       | 홍준표(洪準杓) | 한나라당           | 2001년 10월 26일 - 2004년 5월 29일 | 동대문구 을: 전농1동, 전농2동, 전농3동, 전농4동, 답십리1동, 답십리2동, 답십리3동, 답십리4동, 답십리5동, 장안1동, 장안2동, 장안3동, 장안4동 |          |
| 제17대       | 김희선(金希宣) | 열린우리당         | 2004년 5월 30일 ~ 2008년 5월 29일  | 동대문구 갑: 신설동, 용두1동, 용두2동, 제기1동, 제기2동, 청량리1동, 청량리2동, 회기동, 휘경1동, 휘경2동, 이문1동, 이문2동, 이문3동         |          |
| 제17대       | 홍준표(洪準杓) | 한나라당           | 2004년 5월 30일 ~ 2008년 5월 29일  | 동대문구 을: 전농1동, 전농2동, 전농3동, 전농4동, 답십리1동, 답십리2동, 답십리3동, 답십리4동, 답십리5동, 장안1동, 장안2동, 장안3동, 장안4동 |          |
| 제18대       | 장광근(張光根) | 한나라당           | 2008년 5월 30일 ~ 2012년 3월 15일  | 동대문구 갑: 신설동, 용두1동, 용두2동, 제기1동, 제기2동, 청량리1동, 청량리2동, 회기동, 휘경1동, 휘경2동, 이문1동, 이문2동, 이문3동         |          |
| 제18대       | 홍준표(洪準杓) | 한나라당           | 2008년 5월 30일 ~ 2012년 5월 29일  | 동대문구 을: 전농1동, 전농2동, 전농3동, 전농4동, 답십리1동, 답십리2동, 답십리3동, 답십리4동, 답십리5동, 장안1동, 장안2동, 장안3동, 장안4동 |          |
| 제19대       | 안규백(安圭伯) | 민주통합당         | 2012년 5월 30일 ~ 2016년 5월 29일  | 동대문구 갑: 용신동, 제기동, 청량리동, 회기동, 휘경1동, 휘경2동, 이문1동, 이문2동                                                          |          |
| 제19대       | 민병두(閔丙梪) | 민주통합당         | 2012년 5월 30일 ~ 2016년 5월 29일  | 동대문구 을: 전농1동, 전농2동, 답십리1동, 답십리2동, 장안1동, 장안2동                                                                      |          |
| 제20대       | 안규백(安圭伯) | 더불어민주당       | 2016년 5월 30일 ~ 2020년 5월 29일  | 동대문구 갑: 용신동, 제기동, 청량리동, 회기동, 휘경1동, 휘경2동, 이문1동, 이문2동                                                          |          |
| 제20대       | 민병두(閔丙梪) | 더불어민주당       | 2016년 5월 30일 ~ 2020년 5월 29일  | 동대문구 을: 전농1동, 전농2동, 답십리1동, 답십리2동, 장안1동, 장안2동                                                                      |          |
| 제21대       | 안규백(安圭伯) | 더불어민주당       | 2020년 5월 30일 ~ 2024년 5월 29일  | 동대문구 갑: 용신동, 제기동, 청량리동, 회기동, 휘경1동, 휘경2동, 이문1동, 이문2동                                                          |          |
| 제21대       | 장경태(張耿態) | 더불어민주당       | 2020년 5월 30일 ~ 2024년 5월 29일  | 동대문구 을: 전농1동, 전농2동, 답십리1동, 답십리2동, 장안1동, 장안2동                                                                      |          |
| 제22대       | 안규백(安圭伯) | 더불어민주당       | 2024년 5월 30일 ~                  | 동대문구 갑: 용신동, 제기동, 청량리동, 회기동, 휘경1동, 휘경2동, 이문1동, 이문2동                                                          |          |
| 제22대       | 장경태(張耿態) | 더불어민주당       | 2024년 5월 30일 ~                  | 동대문구 을: 전농1동, 전농2동, 답십리1동, 답십리2동, 장안1동, 장안2동                                                                      |          |

## 같이 보기
- 동대문구 갑
- 동대문구 을
- 서울 성북구의 국회의원
- 양주시의 국회의원
- 서울 종로구의 국회의원
- 서울 중구의 국회의원
- 서울 중랑구의 국회의원
- 서울 광진구의 국회의원